# 西尔维乌·库尔蒂恰努
西尔维乌·库尔蒂恰努（羅馬尼亞語：Silviu Curticeanu；1933年10月15日—），法学家，罗马尼亚共产党中央政治执行委员会候补委员、中央书记处书记、中央办公厅主任。被外界视为尼古拉·齐奥塞斯库的“大内总管”。

## 生平
1933年，生于罗马尼亚西部的蒂米什瓦拉的党员家庭。
1948年，加入罗马尼亚共产主义青年联盟。
1961年，加入罗马尼亚共产党。
1956年，任克卢日区人民法院刑事法学系的助理教授、克卢日区人民法院任法官。
1965年，任罗马尼亚总检察院民事案件司法总局局长。
1966年，当选为法学家协会中央理事会执行委员会委员。
1972年，任罗马尼亚共产党中央委员会军事和政法事务部司法部长。
1974年，为罗马尼亚共产党中央委员会候补委员。
1975年，任罗马尼亚社会主义共和国国务委员会委员、总统秘书。
1979年，为罗马尼亚共产党中央委员会委员。
1982年，任罗马尼亚工业、建筑业、交通运输、经济和金融系统劳动人民全国委员会执行局秘书。11月，任罗马尼亚共产党中央办公厅主任。
1984年，为罗马尼亚共产党中央委员会书记处书记。
1988年，任生产工序和原材料资本总额组织管理中央委员会书记。
1989年，为罗共中央政治执行委员会候补委员、中央书记处书记。12月，罗马尼亚革命，被逮捕。
1993年，被释放。

## 著作
- 《无保留的回忆》（2007年）
- 《活历史的见证》（2008年）